# Opòssum cuacurt d'Ihering
L'opòssum cuacurt d'Ihering (Monodelphis iheringi) és una espècie d'opòssum de Sud-amèrica. Viu a l'Argentina i el Brasil.
Fou anomenat en honor del zoòleg, malacòleg i geòleg alemanobrasiler Hermann von Ihering.